# Nordmende

Logo (historisch)

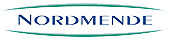
Weitere Variante des Logos

Weitere Variante des Logos

Nordmende war ein deutscher Hersteller von Unterhaltungselektronik mit Sitz in Bremen. 2017 bis 2022 vertrieb der ebenfalls deutsche Hersteller TechniSat Fernsehgeräte unter dieser Marke. Seitdem hat sie einen neuen Besitzer. 

## Geschichte

### Anfänge in Dresden

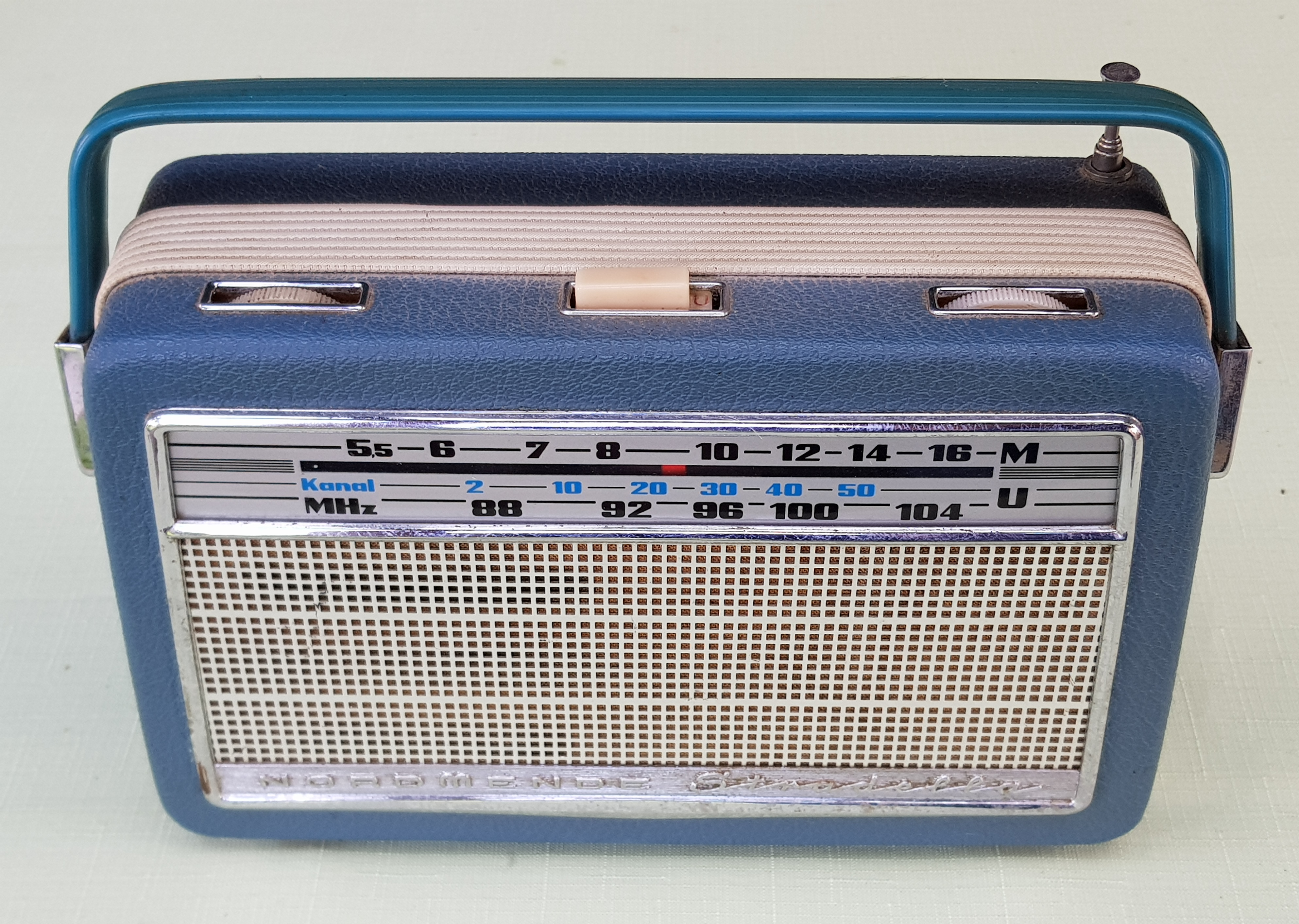
Transistorradio Stradella 1960 mit MW/UKW

1923 gründete Otto Hermann Mende (1885–1940) in Dresden die Radio H. Mende & Co. In den 1930er Jahren stieg Mende zu einem der größten deutschen Rundfunkgerätefabrikanten auf. Martin Mende gründete 1947 in Bremen unter dem Namen Norddeutsche Mende-Rundfunk GmbH ein neues Unternehmen, das in den Hallen der ehemaligen Focke-Wulf-Flugzeugwerke an der Diedrich-Wilkens-Straße (Bremen-Hemelingen) seine Tätigkeit aufnahm. Nordmende war in der Nachkriegszeit einer der führenden deutschen Hersteller von Radios, Fernsehern, Tonbandgeräten und Plattenspielern. Nordmende stellte mit dem Nordmende Präsident den ersten Fernseher mit kabelloser Ultraschallfernbedienung vor.

### 1970er Jahre
1969 übernahmen Martin Mendes Söhne das Unternehmen. In den 1970er Jahren wurden Nordmende-Fernseher wegen ihrer innovativen Chassis, die stark modular und im Bereich der Signalverarbeitung netzgetrennt aufgebaut waren, sowie wegen einer aufwendigen Endkontrolle der ausgelieferten Geräte bekannt. Beides verursachte jedoch hohe Kosten, die sich auf dem einem deutlichen Preisverfall ausgesetzten Farbfernsehgerätemarkt bald als Wettbewerbsnachteil erwiesen.
Neben Farbfernsehgeräten (Bezeichnung Spectra Color) für den Massenmarkt, die über ein Holzdekorgehäuse verfügten, baute Nordmende designorientierte Fernseher im Monitorlook, deren Kunststoffgehäuse in einem aufwendigen Kunststoffblasverfahren hergestellt wurden. Die Geräte wurden in vielen Metallic-Lackierungen angeboten.
Spitzenmodelle waren zwei Geräte mit integriertem Standfuß:
- „Color Stereosonic“, ein Stereo-Monitorgerät mit einem Basslautsprecher im Standfuß und zwei Stereolautsprecherboxen, die an das Gehäuse angebracht waren und vor den Bildschirm geklappt werden konnten. Wegen der großen „Ohren“ (Lautsprecherboxen) wurde der Fernseher werksintern auch „Prince Charles“ genannt.
- ein weiteres, nur in Mono erhältliches Gerät („Spectra Color Studio“ bzw. „Spectra SK2 Color de Luxe Studio“), bei dem unter dem 63/66-cm-Hauptbildschirm drei 7-Zoll-Bildschirme in Schwarzweiß die parallele Darstellung von drei anderen Programmen ermöglichten.[1]

#### Verkauf an Thomson-Brandt
1977 wurden Anteile des Unternehmens an den französischen Thomson-Brandt-Konzern verkauft. Ein Jahr später veräußerte die Familie auch ihren verbliebenen Anteil an Thomson-Brandt.
Das Bremer Unternehmen bestand stets aus zwei Gesellschaften. Die Produktion erfolgte bei der Norddeutsche Mende Rundfunk KG; den Vertrieb und die Werbung übernahm die Nordmende Vertriebs GmbH & Co. oHG.
Während der Beherrschung durch Thomson änderte die Produktionsgesellschaft mehrfach ihren Namen: Norddeutsche AG für Unterhaltungselektronik & Co. oHG (NAGFU), später Deutsche AG für Unterhaltungselektronik & Co. oHG (DAGFU). Die DAGFU wurde zur Holding der deutschen Thomson-Gesellschaften.
Die Produktion ging auf die Deutschen Elektronik-Werke GmbH (DEWEK) über, die aus der Süddeutschen Elektronikwerke GmbH (SEWEK), der ehemaligen SABA-Produktionsgesellschaft, entstanden ist. Ende der 1980er Jahre wurde die DEWEK mit der Norddeutschen Elektronikwerke GmbH (NEWEK), der Telefunken-Produktionsgesellschaft, zur Elektronik-Werke Deutschland GmbH (EWD) fusioniert. Die EWD firmierte später als Thomson Television Germany GmbH (TTG).
Die Vertriebsgesellschaft (oHG) wurde Mitte der 1980er Jahre aufgelöst. Der Vertrieb in Deutschland wurde von der Nordmende Vertriebs GmbH fortgeführt, die sich in Nordmende GmbH umbenannte. Die Nordmende GmbH wurde Mitte der 1990er Jahre zusammen mit der Telefunken Fernseh und Rundfunk GmbH mit Werken in Hannover und Celle, der SABA GmbH, der TTG und anderen Gesellschaften zur Thomson Multimedia Sales GmbH verschmolzen.
Die andere, an der Nordmende Vertriebs GmbH & Co. oHG beteiligte Gesellschaft, die Nordmende Verkaufs GmbH, firmierte in Nordmende International GmbH um und hielt unter dem Dach der European Consumer Electronics GmbH (ECE) die Markenrechte an Nordmende für das Export-Geschäft, während das Export-Geschäft an sich von der ECE wahrgenommen wurde. Die Nordmende International GmbH wurde Mitte der 1990er Jahre an die Thomson Consumer Electronics S.A. in Paris verkauft, firmierte in Thomson Consumer Electronics GmbH um und erwarb einen Anteil an der DAGFU, wodurch die DAGFU in Thomson Consumer Electronics GmbH & Co. oHG umfirmierte.

### 1980er Jahre
Durch Thomsons Übernahme der Telefunken Fernseh und Rundfunk GmbH in Hannover im Jahr 1983 wurden nunmehr alle deutschen Thomson-Produktionsstätten unter dem Namen Elektronik Werke Deutschland (EWD) weitergeführt.
Während am Standort Villingen-Schwenningen bei SABA (SEWEK) die komplette Fernsehgeräte-Entwicklung und Chassis-Produktion (Leiterplatten) von Thomson zusammengefasst und die Fernseher-Produktion aufgegeben wurde, avancierte das Bremer Werk zur Zentrale der Farbfernsehgerätemontage der deutschen und europäischen Thomson-Tochtermarken. Lediglich Telefunken durfte im Werk Celle (1997 geschlossen) wegen seiner starken Position am deutschen Markt noch eigene Geräte mit eigenem Chassis bauen.
Ursprünglich hatte Thomson geplant, den Standort Bremen zu schließen und komplett aufzugeben. Der Konzern hatte jedoch nicht mit dem Widerstand der Beschäftigten und der Unterstützung durch den Bremer Senat und dem großen Medienecho gerechnet. Da Thomson in Deutschland bereits einen Ruf als „Jobkiller“ hatte und sich nicht erneut ins schlechte Licht rücken wollte, machte das Unternehmen einen Rückzieher. Stattdessen wurde die Produktion in Villingen-Schwenningen geschlossen und nach Bremen verlagert.
Mitte der 1980er Jahre stand dann auch das Bremer Thomson-Werk vor dem Aus. 1987 übernahmen die Geschäftsführer im Zuge eines Management Buy Outs das Unternehmen. Mit den Sozialplan-Geldern von Thomson, einer Beteiligung der landeseigenen Hanseatischen Industrie-Beteiligungen GmbH (HIBEG) und Krediten führender Bremer Banken wurden die Fernsehgeräte- und Kunststoffteileproduktion, mit einer stark reduzierten Belegschaft, unter dem Namen Europart (geplanter Name war zunächst Eurotec) fortgeführt.

#### Ende der Produktion
Nachdem Thomson Ende der 1980er Jahre seine Kunststoffteile für die inzwischen verlagerte Fernsehgeräteproduktion nicht mehr von Europart bezog, stürzte das Unternehmen in eine Krise, von der es sich nicht mehr erholte. Eigene Entwicklungen konnten sich parallel zur Zulieferproduktion am Markt nicht etablieren, so dass das Unternehmen trotz der Rettungsversuche durch den Bremer Senat und einer mehrwöchigen Werksbesetzung in die Insolvenz ging, da die Banken ihre Kreditlinien gekündigt hatten.

#### Marke Nordmende unter Thomson
Unverzüglich nach Erwerb des Unternehmens trennte Thomson Produktion und Vertrieb in zwei Gesellschaften auf. Während die Produktion direkt von der Zentrale in Paris gesteuert wurde, blieb der Vertrieb zunächst eigenständig. Die Produktion von Audio-Geräten wurde in Deutschland eingestellt und nach Frankreich verlagert. Nach Schließung mehrerer Fabriken im Bremer Umland blieben die Fernsehproduktion in Bremen und das Kit Center in Bremerhaven übrig. Im Kit Center wurden Bausätze für Länder zusammengestellt, die einen inländischen Produktionsanteil (local content) forderten.
Die Hauptmärkte für Nordmende waren Deutschland und Italien. Als Vertriebskanal in Deutschland wurde der qualifizierte Facheinzelhandel und für die Exportmärkte Generalimporteure genutzt. Nachdem die Exportaktivitäten der Konzernmarken Nordmende, Telefunken und SABA im Jahr 1987 unter dem Dach der ECE GmbH in Hannover zusammengefasst worden waren, agierte der Inlandsvertrieb noch einige Jahre eigenständig von Bremen aus.
Durch den Verdrängungswettbewerb der preisgünstigen Großvertriebsformen sah sich Thomson Anfang der neunziger Jahre gezwungen, den Inlandsvertrieb neuzuordnen. Die Vertriebe der Marken Nordmende, Telefunken und SABA wurden in Hannover zentralisiert. Es wurden Markenfamilien gegründet: SABA und Brandt (Frankreich) als preisorientierte Marken für die Großvertriebsformen, Telefunken als Qualitätsmarke für den Einzelfachhandel sowie Nordmende und Thomson (Frankreich) als designorientierte Marken für das gehobene Preissegment.
Als der Thomson-Konzern sich in Deutschland engagierte, wurde es lange Zeit vermieden, unter dem Namen Thomson aufzutreten, was sich auch in Gesellschaftsbezeichnungen wie SEWEK, EWD oder DAGFU ausdrückte. In den 1990er Jahren trat ein Wandel ein. Verschiedene Gesellschaften wurden mit dem Namensbestandteil Thomson umfirmiert. Als letzte Konsequenz wurde auch die Marke Nordmende vom Markt genommen und durch Thomson ersetzt, was zu einem noch schnelleren Niedergang in Deutschland führte.
Durch die Unterlizensierung der Marke tauchten vereinzelt Geräte unterschiedlicher Hersteller unter dem Markennamen auf, so z. B.
Ende 2007 in Zusammenhang mit LCD-Fernsehgeräten. Der indische Unterhaltungselektronik-Konzern Videocon hatte von der französischen Thomson-Gruppe ein Fernsehröhrenwerk im italienischen Anagni übernommen und dabei die Markenrechte der ehemals deutschen Traditionsmarke Nordmende erworben. Ab 2008 verwendete die Phillar Group die Bezeichnung Nordmende. Besonders in Italien werden unter der Marke Nordmende gestaltungsorientierte Flachbild-Fernsehgeräte vertrieben.
Seit 2014 wird der Markenname Nordmende auch im Zusammenhang mit elektronischen hörgeräteähnlichen Geräten verwendet.

## Nordmende heute
Im April 2017 erwarb TechniSat vom damaligen Markeninhaber Technicolor S.A. die Lizenz zur Nutzung der Marke Nordmende für Deutschland, Österreich, Schweiz sowie Polen. Zur IFA 2017 wurden die ersten Nordmende-Geräte aus den Segmenten TV-Geräte und DAB+-Digitalradios präsentiert.
2022 wurden die Rechte an der Marke NordMende im Paket mit vielen anderen bekannten Marken an die auf Brand Extension spezialisierte Firma Talisman Brands/Established verkauft.
Die Marke wird weiterhin durch Unterlizensierung an Lizenznehmer in verschiedenen Regionen und Produktkategorien genutzt.

## Produktgalerie

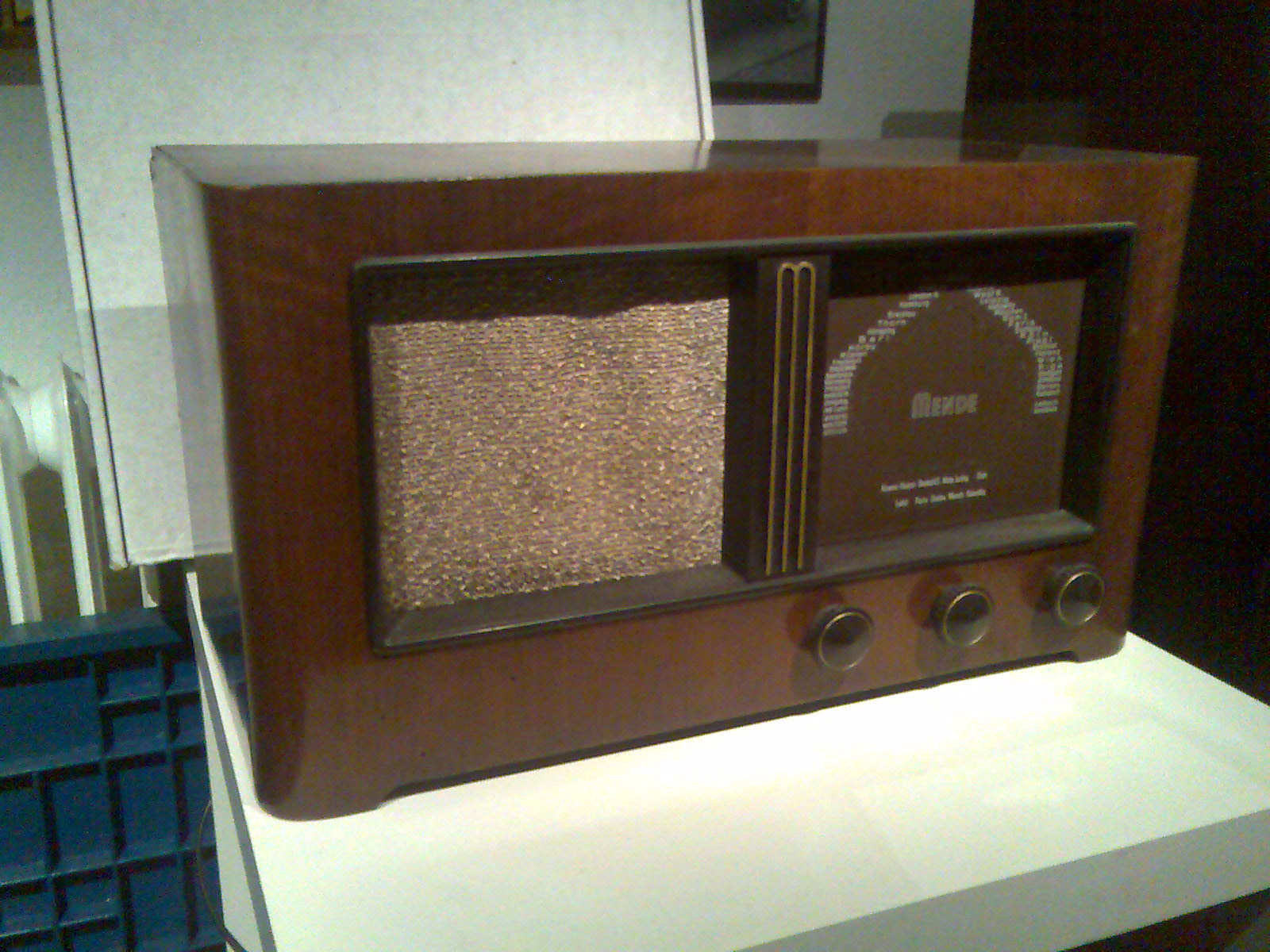
Rundfunkempfänger 147 W, 1938
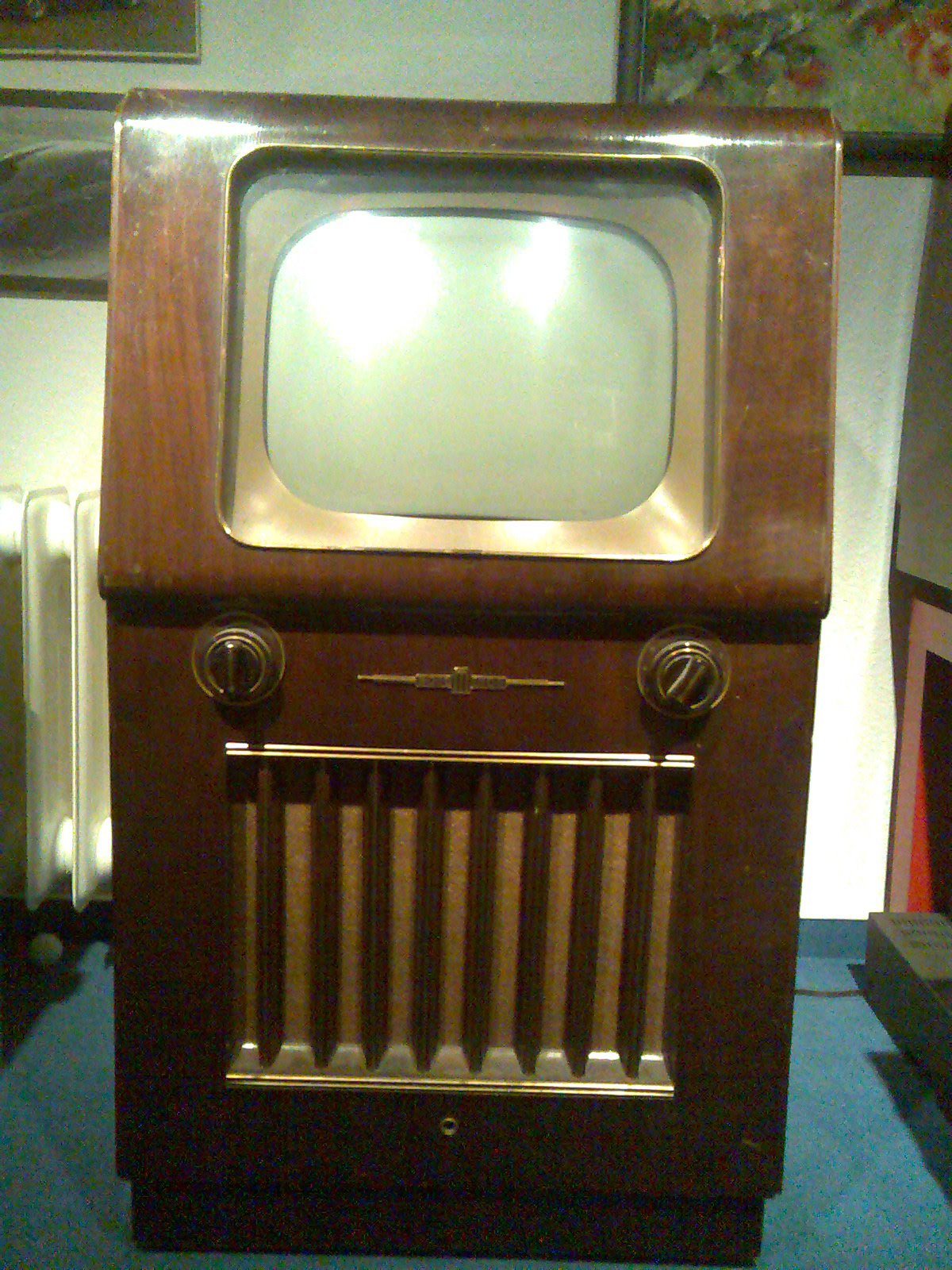
Früher Nachkriegs-Fernsehempfänger Modell Panorama, 1953
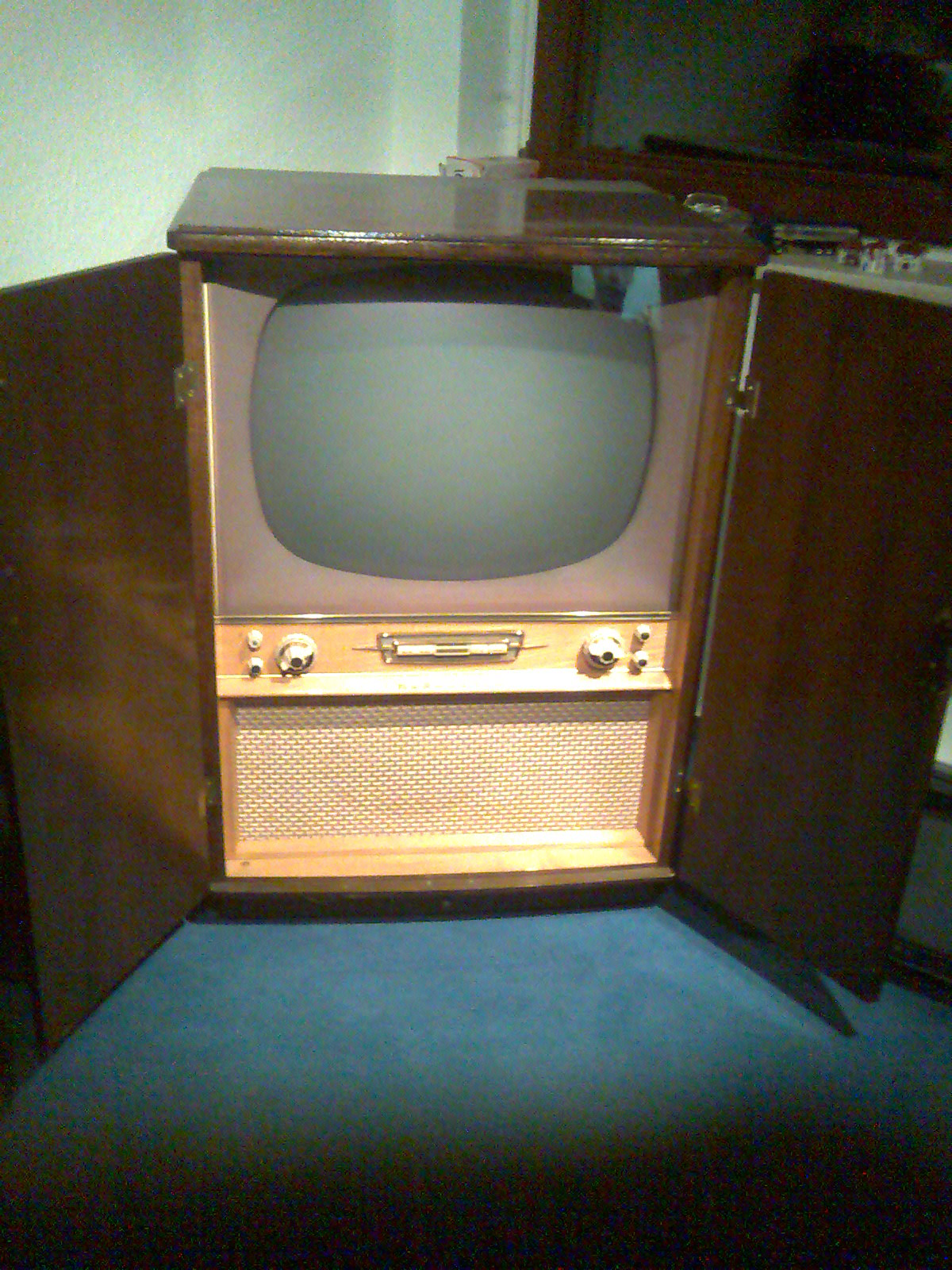
Fernsehempfänger Souverän 59, gebaut am 28. Mai 1958
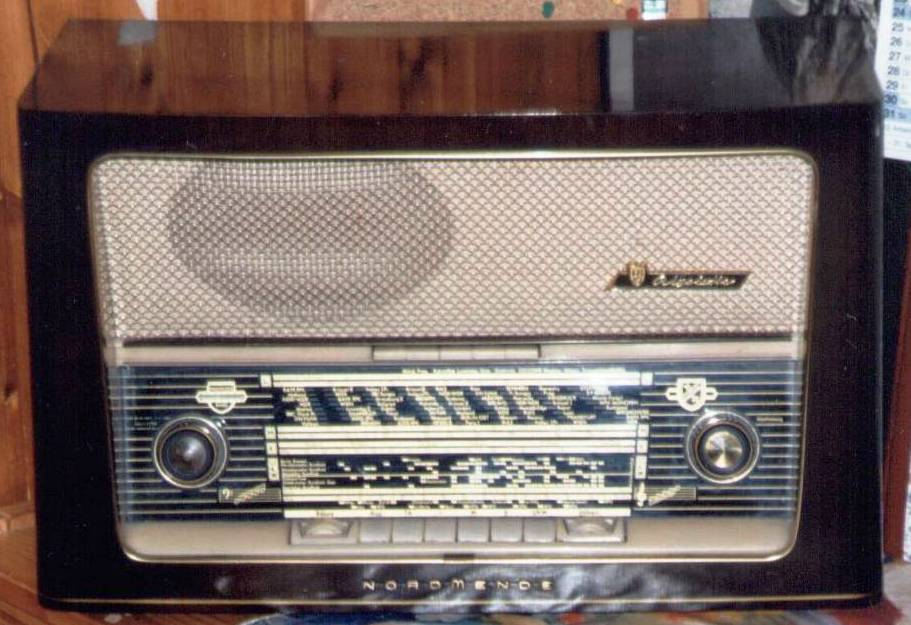
Nordmende Rigoletto
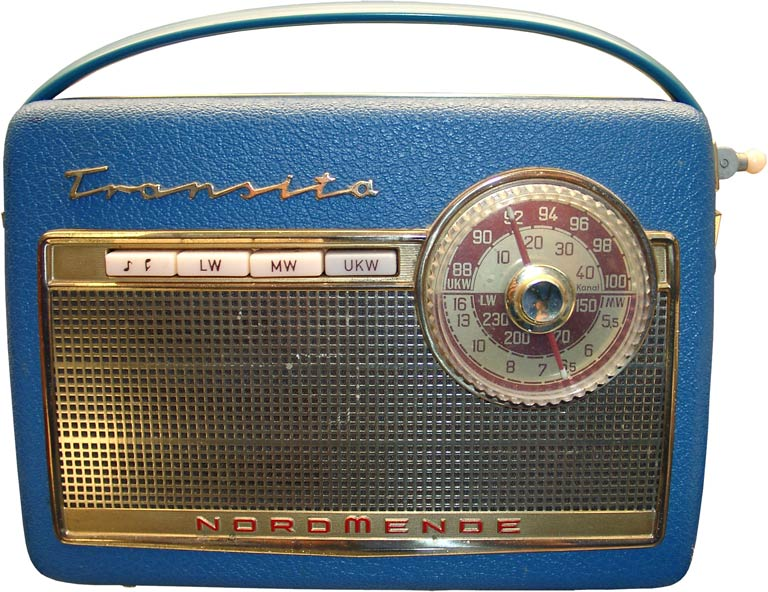
Tragbares Transistorradio Transita aus den 1960er Jahren
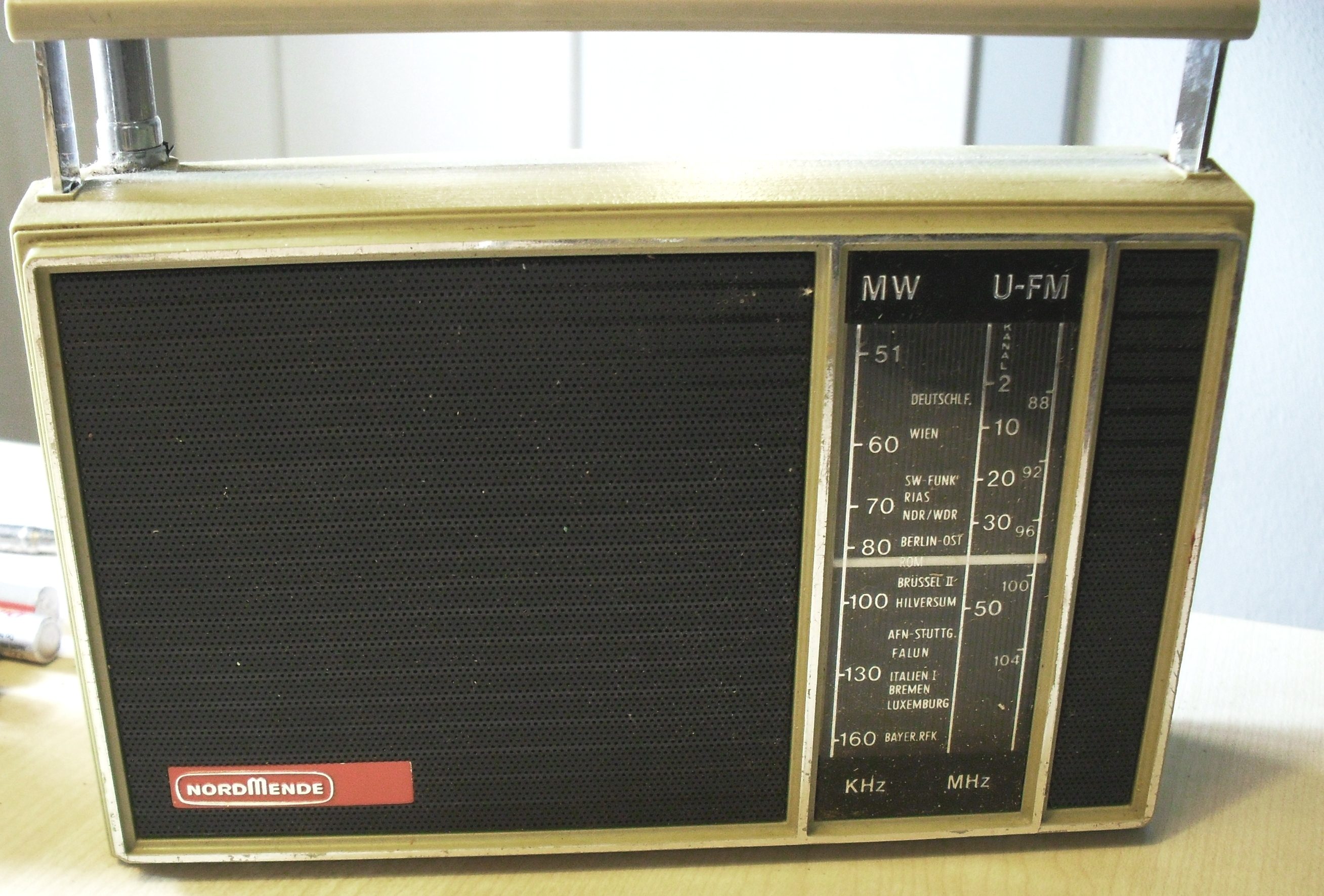
Transistorradio Clipper Modell 1966–68
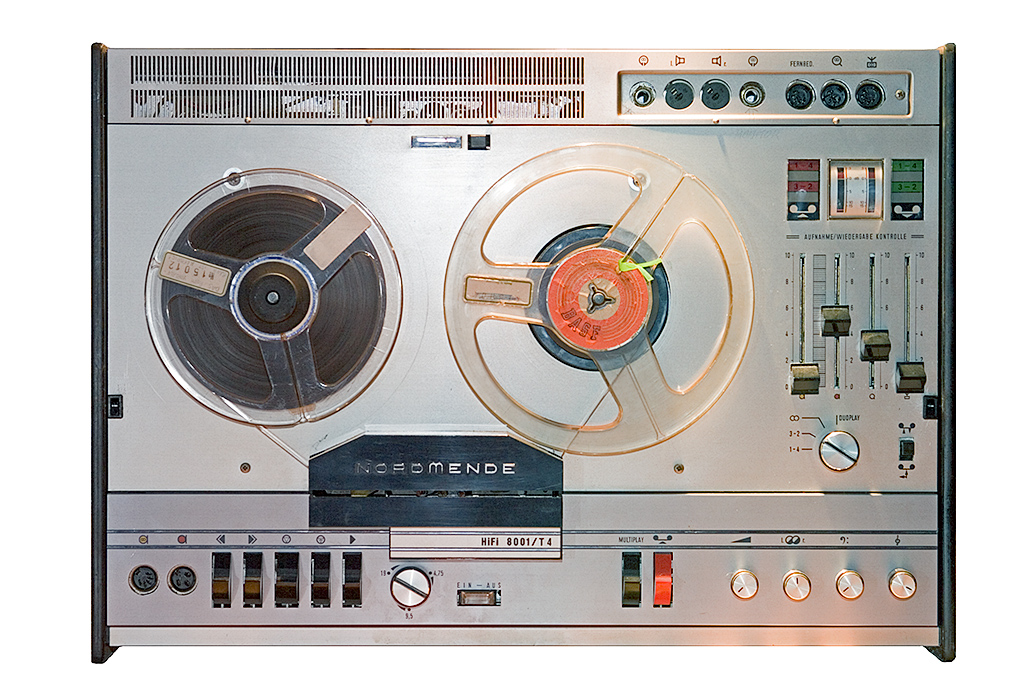
Tonbandgerät (Gewicht: 17 kg)
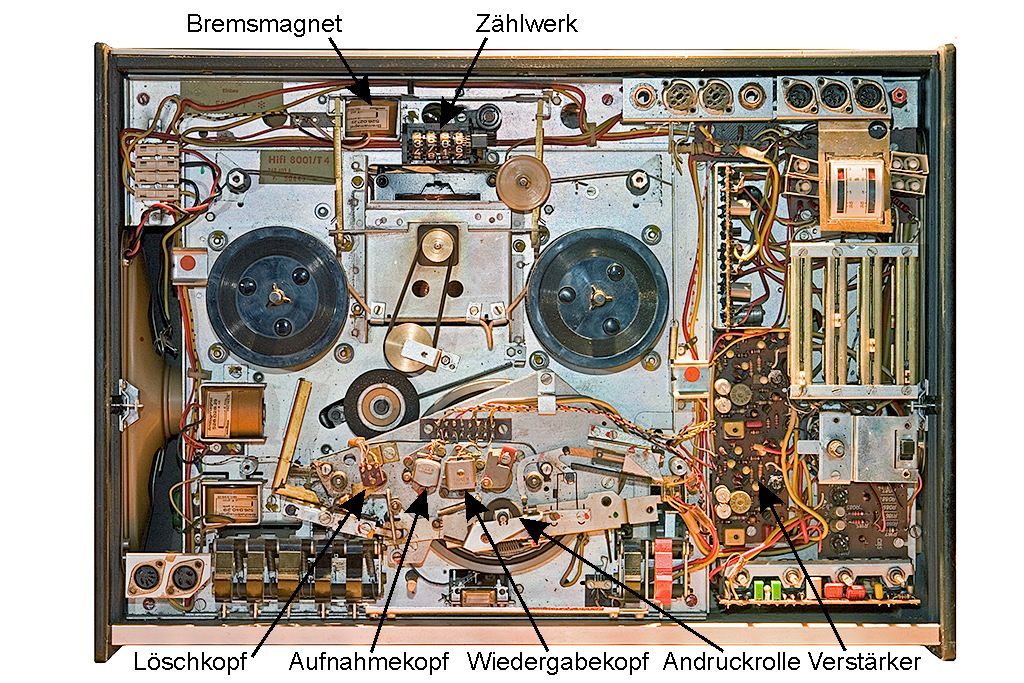
Tonbandgerät (Innenansicht)
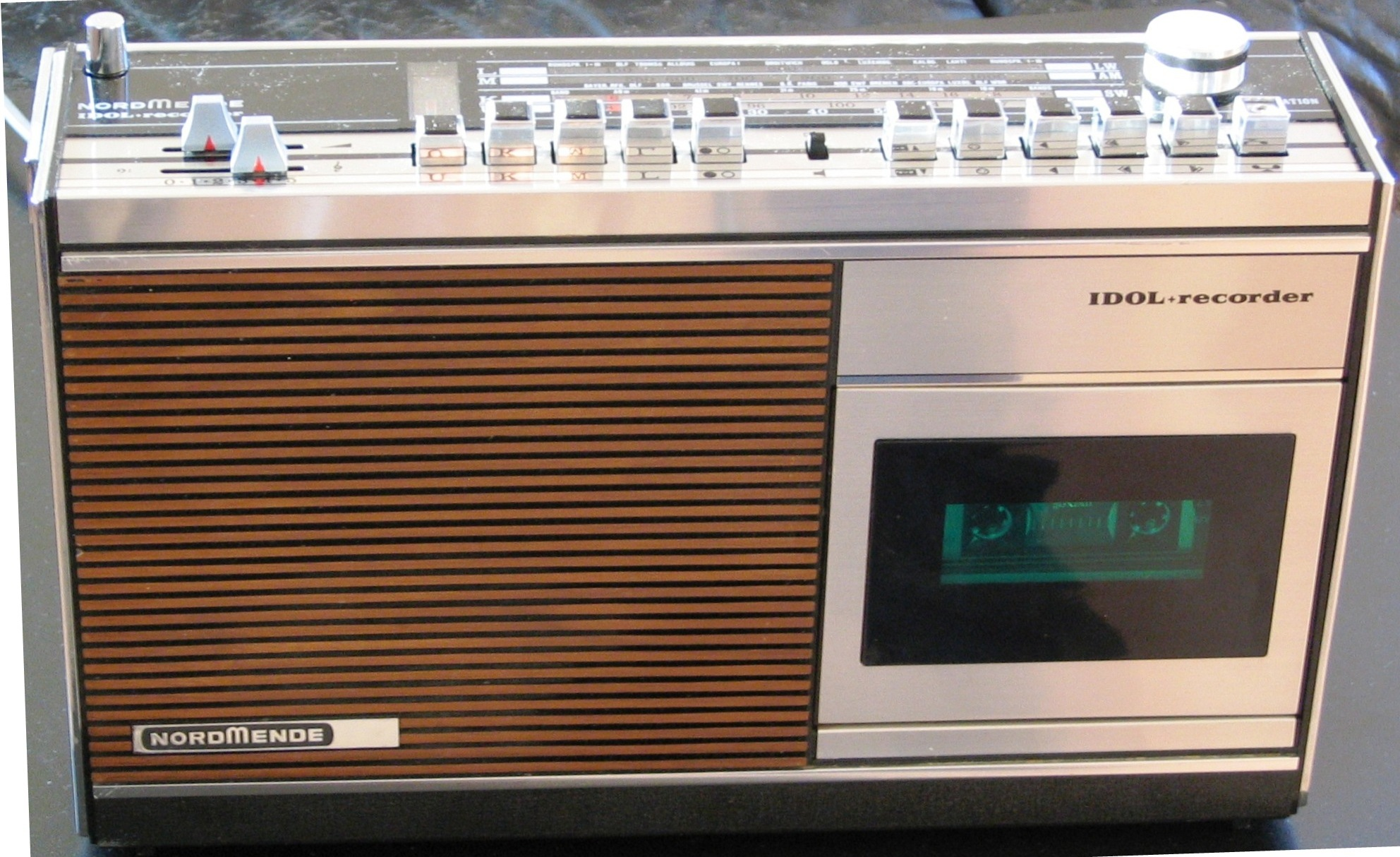
Tragbarer Radiorekorder IDOL+recorder 115A, 1973
Farbfernsehgerät Color 6840 aus den 1970er Jahren
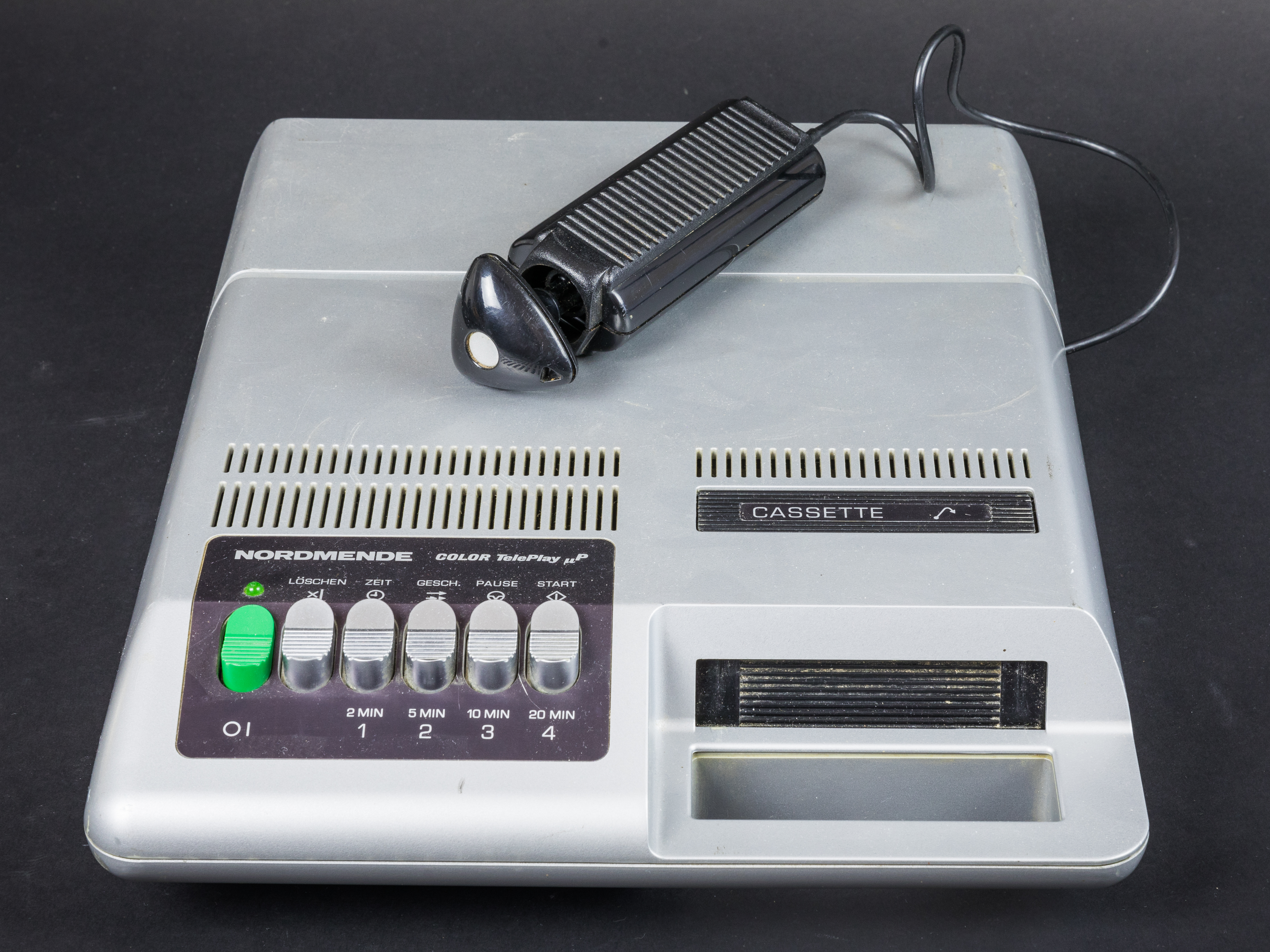
Nordmende Color TelePlay
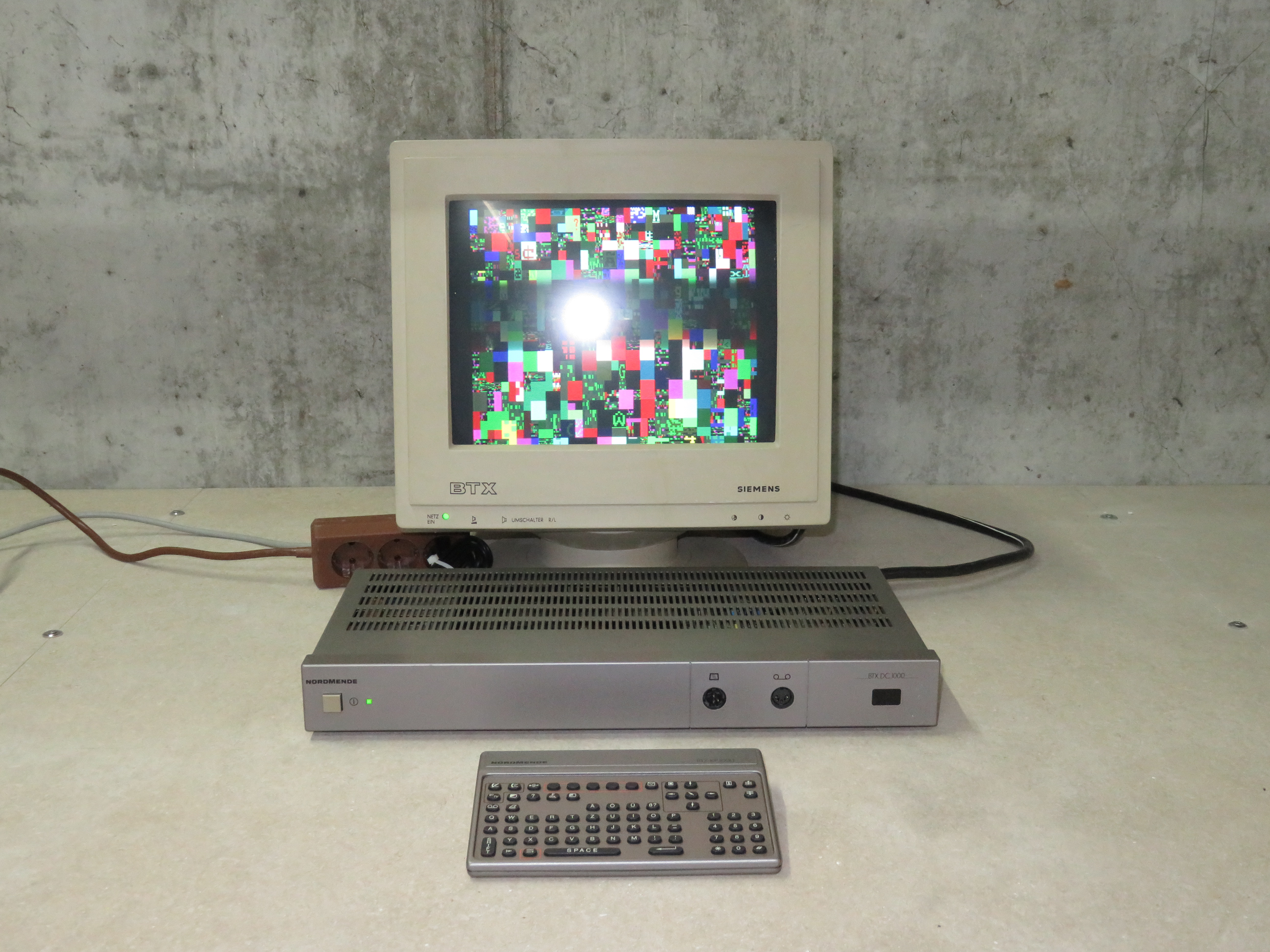
Nordmende Btx-Decoder BTX DC 1000-1 mit Infrarotfernbedienung BTX KP 1000